# Pseudeurostus kutzchenbachi
Pseudeurostus kutzchenbachi là một loài bọ cánh cứng trong họ Ptinidae. Loài này được Reitter miêu tả khoa học năm 1878.